# Preobrajene, Svatove
Preobrajene (în ucraineană Преображене) este o comună în raionul Svatove, regiunea Luhansk, Ucraina, formată numai din satul de reședință.

## Demografie
Componența lingvistică a comunei Preobrajene
     Ucraineană (94,37%)
     Rusă (4,42%)
     Alte limbi (0,11%)
Conform recensământului din 2001, majoritatea populației comunei Preobrajene era vorbitoare de ucraineană (94,37%), existând în minoritate și vorbitori de rusă (4,42%).